# Bronja Žakelj
Bronja Žakelj, slovenska novinarka in pisateljica; *1969, Ljubljana, Slovenija.
Na ljubljanski Fakulteti za družbene vede je diplomirala iz novinarstva, se sprva zaposlila v trženju, danes pa dela v bančništvu.
Leta 2019 je prejela Delovo književno nagrado kresnik, in sicer za svoj prvenec Belo se pere na devetdeset. Gre za avtobiografski roman, ki ga je pisateljica pisala skoraj desetletje in v katerem med drugim opiše svoje otroštvo, soočanje z materino in bratovo smrtjo, lastno diagnozo raka. Je vnukinja Lojzeta Gostiše.